# Muna Lee
Muna Lee (ur. 30 października 1981 w Little Rock w stanie Arkansas) – amerykańska sprinterka. W 2005 roku na mistrzostwach świata w Helsinkach została mistrzynią świata w sztafecie 4 x 100 metrów.

## Igrzyska olimpijskie
| Miejsce | Dzień       | Rok  | Miejscowość | Konkurencja   | Czas biegu | Strata   | Zwycięzca               |
| ------- | ----------- | ---- | ----------- | ------------- | ---------- | -------- | ----------------------- |
| 7.      | 25 sierpnia | 2004 | Ateny       | bieg na 200 m | 22,87 s    | + 0,82 s | Veronica Campbell-Brown |
| 5.      | 17 sierpnia | 2008 | Pekin       | bieg na 100 m | 11,07 s    | + 0,29 s | Shelly-Ann Fraser       |
| 4.      | 21 sierpnia | 2008 | Pekin       | bieg na 200 m | 22,01 s    | + 0,27 s | Veronica Campbell-Brown |

## Mistrzostwa świata
| Miejsce | Dzień       | Rok  | Miejscowość | Konkurencja        | Czas biegu | Strata   | Zwycięzca         |
| ------- | ----------- | ---- | ----------- | ------------------ | ---------- | -------- | ----------------- |
| 7.      | 8 sierpnia  | 2005 | Helsinki    | bieg na 100 m      | 11,09 s    | + 0,16 s | Lauryn Williams   |
| złoto   | 13 sierpnia | 2005 | Helsinki    | sztafeta 4 x 100 m | 41,78 s    | -        | -                 |
| 10.     | 17 sierpnia | 2009 | Berlin      | bieg na 100 m      | 11,18 s    | -        | Shelly-Ann Fraser |
| 4.      | 21 sierpnia | 2009 | Berlin      | bieg na 200 m      | 22,48 s    | + 0,46 s | Allyson Felix     |
| DNF.    | 22 sierpnia | 2009 | Berlin      | sztafeta 4 x 100 m | -          | -        | Jamajka           |

## Rekordy życiowe
- bieg na 100 m – 10,85 (2008) / 10,78w (2009)
- bieg na 200 m – 22,01 (2008) / 21,91w (2008)
- bieg na 60 m (hala) – 7,11 (2005)
- bieg na 200 m (hala) – 22,49 (2003)